# Graniczna Placówka Kontrolna Straży Granicznej w Korbielowie
Graniczna Placówka Kontrolna Straży Granicznej w Korbielowie – zlikwidowana graniczna jednostka organizacyjna Straży Granicznej wykonująca kontrolę graniczną osób, towarów i środków transportu bezpośrednio w przejściach granicznych na granicy państwowej z Republiką Słowacką.

## Formowanie i zmiany organizacyjne
Graniczna Placówka Kontrolna Straży Granicznej w Korbielowie (GPK SG w Korbielowie) została utworzona w listopadzie 1995 w miejscowości Korbielów w strukturach Beskidzkiego Oddziału Straży Granicznej w Cieszynie .
1 grudnia 1998 Decyzją nr 34 Komendanta Głównego Straży Granicznej z dnia 5 sierpnia 1998, GPK SG w Korbielowie została włączona w struktury Karpackiego Oddziału Straży Granicznej w Nowym Sączu  .
W 2000 rozpoczęła się reorganizacja struktur Straży Granicznej związana z przygotowaniem Polski do wstąpienia do Unii Europejskiej i przystąpieniem do Traktatu z Schengen. Podczas restrukturyzacji wprowadzono kompleksową ochronę granicy już na najniższym szczeblu organizacyjnym tj. strażnica i graniczna placówka kontrolna. Wprowadzona całościowa ochrona granicy zniosła podział na graniczne jednostki organizacyjne ochraniające tylko tzw. „zieloną granicę” i prowadzące tylko kontrole ruchu granicznego. W wyniku tego, 3 stycznia 2003 przejęła wraz z obsadą etatową pod ochronę odcinek, po rozformowanej Strażnicy SG w Korbielowie. 
W związku z reorganizacją Karpackiego Oddziału Straży Granicznej, związaną z realizacją przez Straż Graniczną nowych zadań, w 2005 GPK SG w Korbielowie przejęła wraz z obsadą etatową pod ochronę odcinek granicy państwowej po zlikwidowanej Strażnicy SG w Soblówce .
Jako Graniczna Placówka Kontrolna Straży Granicznej w Korbielowie funkcjonowała do 23 sierpnia 2005 i 24 sierpnia 2005 Ustawą z 22 kwietnia 2005 roku O zmianie ustawy o Straży Granicznej... przekształcona została na Placówkę Straży Granicznej w Korbielowie (PSG w Korbielowie).

## Ochrona granicy
Od 3 stycznia 2003 po przejęciu odcinka Strażnicy SG w Korbielowie, GPK SG w Korbielowie ochraniała wyznaczony odcinek granicy państwowej.
W 2005 odcinek granicy państwowej GPK SG w Korbielowie został wydłużony po przejęciu odcinka Strażnicy SG w Soblówce.

### Podległe przejścia graniczne
Stan z listopada 1995
- Korbielów-Oravská Polhora

Stan z 23 sierpnia 2005
- Korbielów-Oravská Polhora
- Pilsko-Pilsko – od 03.01.2003
- Ujsoły-Novoť – od 07.01.2005[1] .

### Sąsiednie graniczne jednostki organizacyjne
- Strażnica SG w Lipnicy Wielkiej ⇔ Strażnica SG w Soblówce – 03.01.2003–2005
- Strażnica SG w Lipnicy Wielkiej ⇔ GPK SG w Zwardoniu – 2005–23.08.2005.